# Peristasisea luteola
Peristasisea luteola är en tvåvingeart som beskrevs av Villeneuve 1934. Peristasisea luteola ingår i släktet Peristasisea och familjen parasitflugor. Inga underarter finns listade i Catalogue of Life.